# نیکول اسپریگ
نیکول اسپریگ (انگلیسی: Nicola Spirig؛ زادهٔ ۷ فوریهٔ ۱۹۸۲) اهل سوئیس است.
وی در مسابقات کشوری و بین‌المللی در مجموع برندهٔ ۸ مدال طلا، ۲ مدال نقره، ۱ مدال برنز شده‌است.